# کن دارک
کن دارک (انگلیسی: Ken Dark؛ زادهٔ ۱ ژانویهٔ ۱۹۶۱) انسان‌شناس، و باستان‌شناس اهل بریتانیا است که در هزاره اول پس از میلاد در اروپا (شامل بریتانیای رومی و بلافاصله پس از روم) و  روم باستان و  امپراتوری بیزانس خاورمیانه، در باستان‌شناسی دین (به ویژه مسیحیت اولیه)،  نظریه و روش های باستان شناسی، و در مورد رابطه بین مطالعه گذشته و مسائل سیاسی، فرهنگی و اقتصادی جهانی معاصر کار می کند.